# Hubka

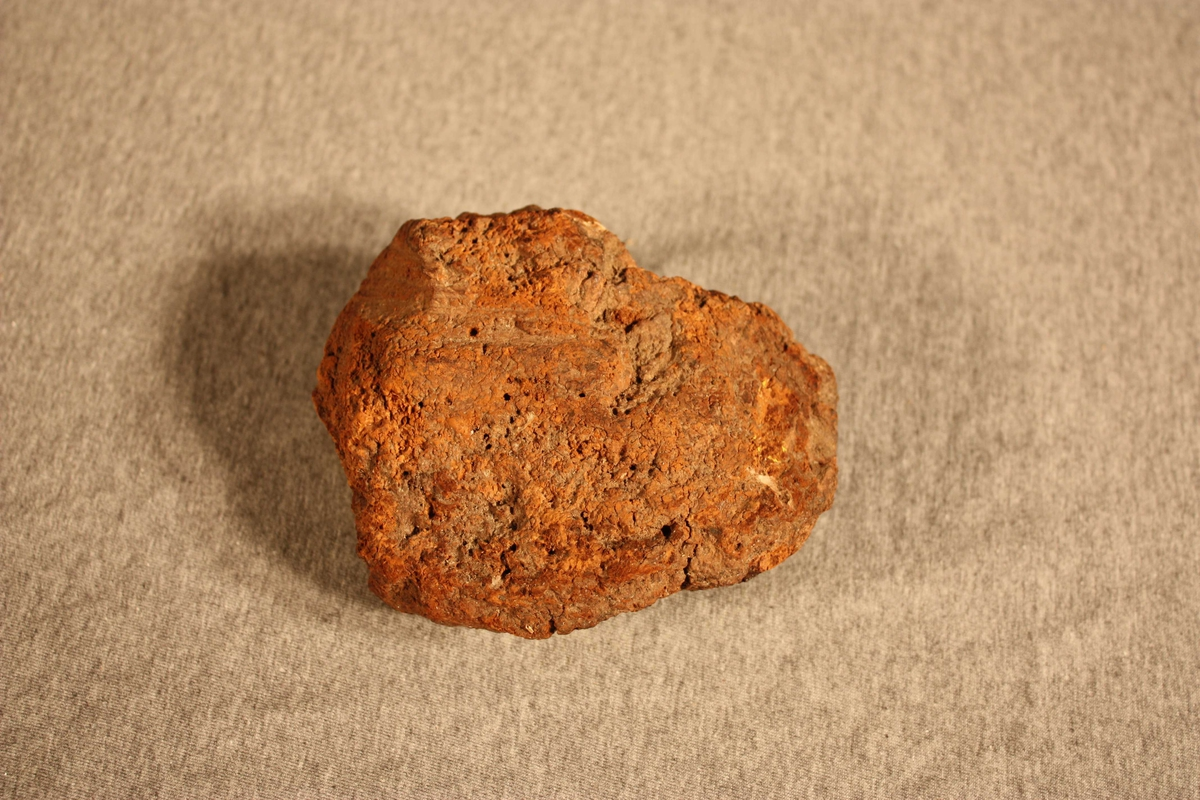
Hubka z XVIII w.

Hubka – materiał łatwopalny produkowany z nadrzewnych grzybów (tzw. hub) rosnących na drzewach buka, jodły i brzozy w połączeniu z saletrą i popiołem drzewnym. 
Produkowano ją mocząc w saletrze i odwarze z popiołu drzewnego, następnie miażdżąc i susząc. Otrzymany proszek był łatwopalny i używano go do rozpalania ognia krzesiwem.  Do rozniecania ognia używano głównie owocników hubiaka pospolitego (Fomes fomentarius), czyrenia ogniowego (Phellinus igniarius), a także wielu innych grzybów zaliczanych obecnie do rodzaju czyreń (Phellinus). Już w łacińskiej nazwie hubiaka kryje się jego wartość użytkowa. Fomes to po łacinie podpałka, a fomentarius – zapalający. Do celów użytkowych wykorzystywano co najwyżej 30% masy owocnika. Do krzesania ognia oprócz hubki potrzebne było jeszcze krzesiwo i krzemień. Krzesiwa były wykuwane z wysoko nawęglonej (bardzo twardej) stali. Ogień krzesano, uderzając krzesiwem o krzemień (a nie odwrotnie).
Czasem hubkę stosowano jako środek domowy do tamowania niewielkich krwotoków. Miąższ rozbity drewnianym młotkiem służył do produkcji tamponów tamujących krew, stąd jego dawna nazwa Fungus chirurgorum.
Miąższ hubiaka pospolitego cechuje się ponadto właściwościami higroskopijnymi, za sprawą tej cechy hubka znalazła zastosowanie jako niezwykle ceniona gąbka kreślarska. 